# Polterschild

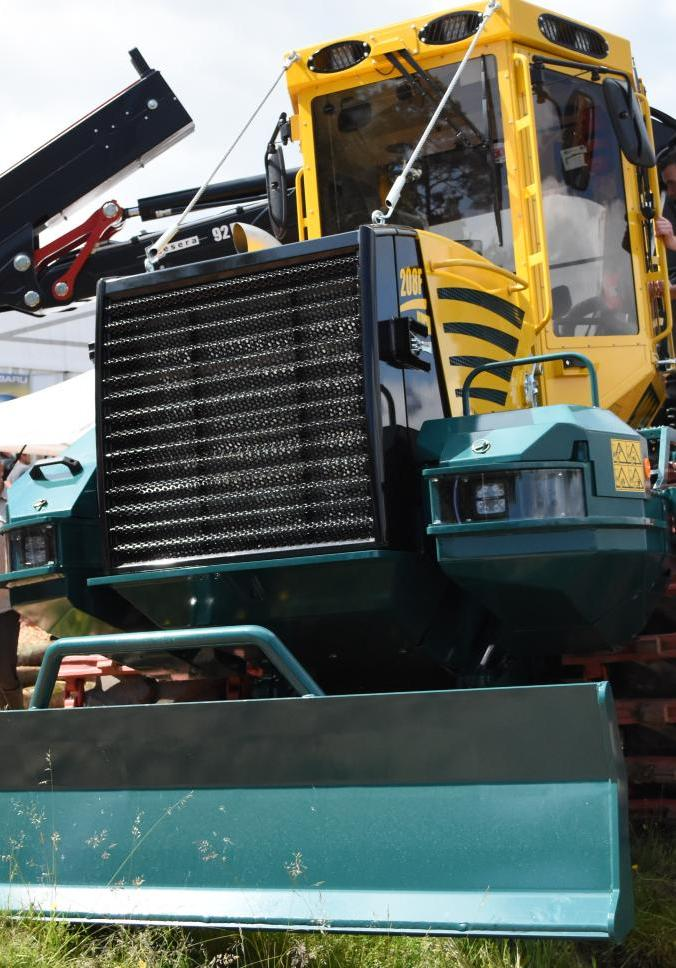
Polterschild

Ein Polterschild, auch als Rückeschild (am Fahrzeugende) bezeichnet, ist ein Anbauwerkzeug für Forstmaschinen wie Forwarder, Forstschlepper, Forstspezialschlepper, Skidder (Klemmbankschlepper) und andere mehr. Laut dem Kuratorium für Waldarbeit und Forsttechnik (kwf) sind kippbare Polterschilde an jedem  Seilrückeschlepper grundsätzlich anzumontieren, es sei denn, diese Forstmaschine ist mit einem Kran bestückt. Das Rückeschild wird häufig als hydraulisch höhenverstellbares Heckschild verwendet. Es dient als Schutz sowie zur Kontrolle der Baumstämme beim Rücken und es erleichtert außerdem deren Abtransport. Zudem dient das Rückeschild als Bergstütze und es ermöglicht bei Bedarf das Ausheben der Hinterachse.
Neben den rein kippbaren Polterschilden gibt es auch solche mit zusätzlich kurzer Hubfunktion. Es gibt mehrere Varianten an Polterschilden: von der ganz einfachen Ausführungen, welche wie ein Schneeräumschild aussehen, über solche mit zusätzlichen Gabeln an jeder Ecke des Schildes über Polterschilde mit gezahnten Metallleisten bis hin zu Polterschilden mit einem oder zwei leicht gebogenen Klemmgreifern (hydraulisch angetriebene Oberzange). Eine weitere Variante ist der Anbau eines Drehgelenks zwischen Schild und Maschine, so dass sich ganze Bäume oder Kurzholz greifen und drehen lässt.

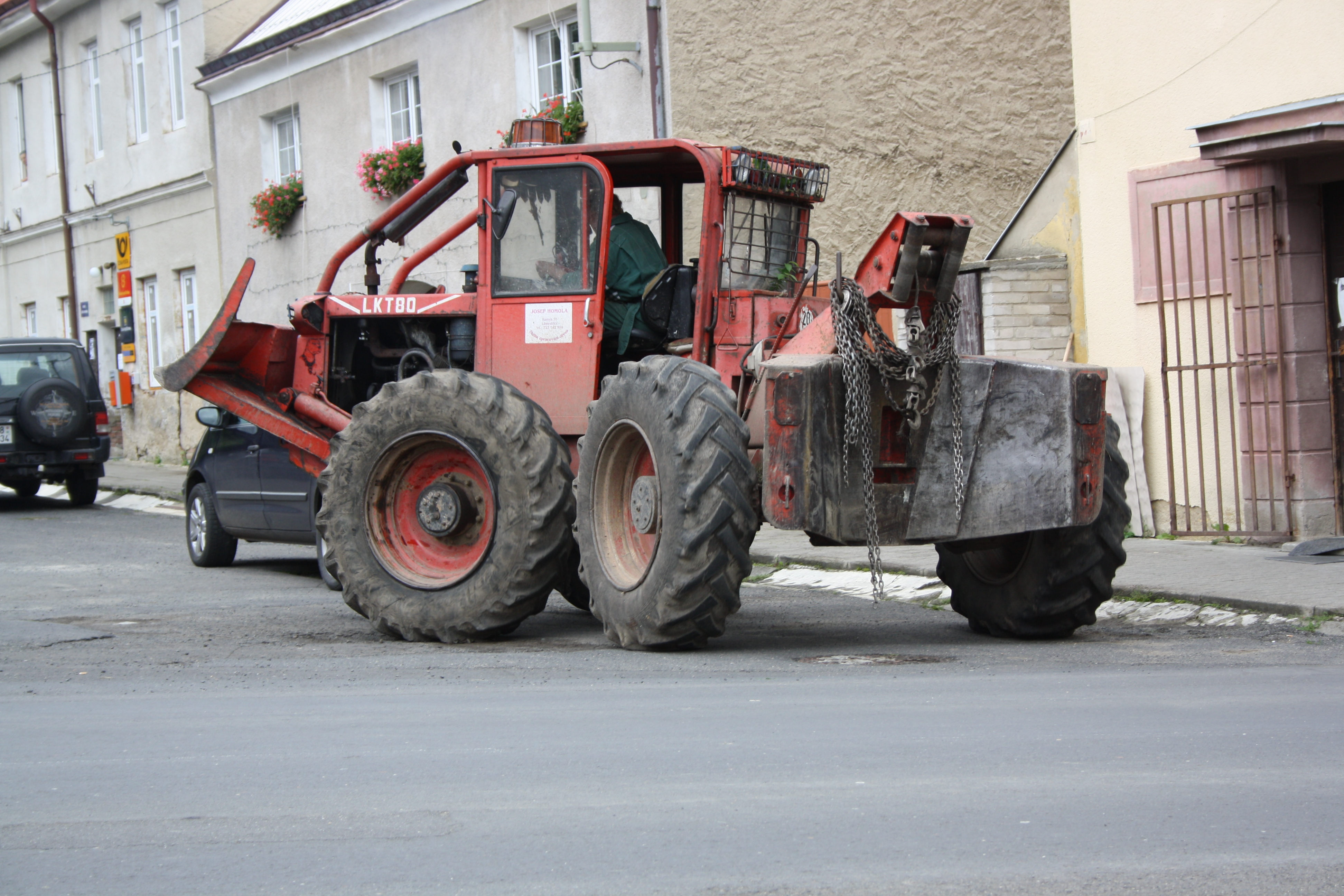
Forstspezialschlepper (Skidder) LKT Typ 80 mit Knicklenkung, Seilwinde und Polterschild (vorne) mit Gabeln oben

Mit Hilfe des Polterschildes können gefällte Bäume sowie Kurzholz am Boden so bewegt werden, dass sie manuell oder mit einem Ladekran mit Greifer aufgenommen werden können. Der Polterschild ermöglicht somit ein schnelles und sicheres Holzrücken, das Poltern von Rundstämmen vom einfachen Traktor oder Radlader aus. Zudem lassen sich Äste, das Reisig sowie die Rinde (nach einem Entrinden vor Ort) einfach zusammen schieben sowie die Forst- und Rückegassen bei Bedarf glätten, ähnlich wie mit einer Planierraupe. Darüber hinaus dient das Polterschild oft als Zusatzgewicht zum hinteren Kranaufbau. Polterschilde wiegen nicht selten mehrere Hundert Kilogramm je Stück.

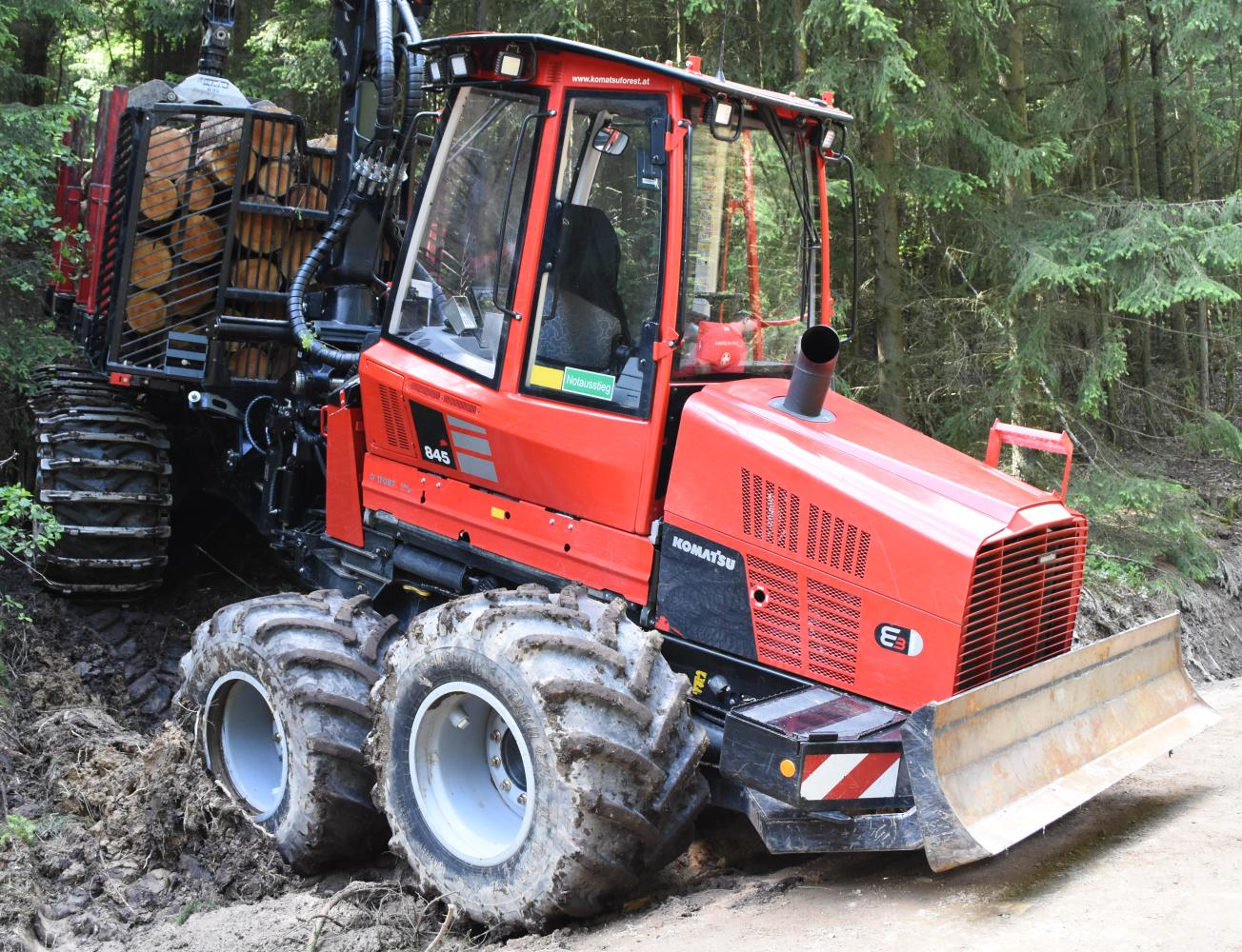
Polterschild an einem Komatsu Forwarder / Rueckezug

Mit einem Polterschild lassen sich Langholz, Kurzholz (mit Fixlängen), Buschholz sowie auch größere Steine und anderes mehr vom Schlepper oder einer anderen Forstmaschine aus schnell und sicher bewegen sowie problemlos an ihren gewünschten Platz befördern.
Polterschilde mit zusätzlichen Gabeln und / oder gezahnten Metallleisten erleichtern oft diese Tätigkeiten – besonders bei Nässe, während sich mittels Polterschilden mit einem oder zwei Klemmgreifern die Bäume sogar anheben und auf einen vorhandene Polter ablegen lassen. Hierzu wird das reine Polterschild an einen hydraulisch betätigten Frontlader montiert. Über die Hydraulik des Traktors lässt sich auch der oder die Greiferarme öffnen und wieder schließen sowie bei vorhandener Dreheinrichtung auch schwenken.
Das Polterschild gilt als Multitalent für den Waldbauern, Forstwirt und Waldarbeiter.